# Ligue des champions masculine de l'EHF 2017-2018
Navigation
Ligue des champions 2016-2017 Ligue des champions 2018-2019
La saison 2017-2018 de la Ligue des champions masculine de l'EHF est la 58e édition de la compétition, anciennement Coupe d'Europe des clubs champions. Organisée par l'EHF, elle met aux prises 31 équipes européennes.
Pour la première fois, un même pays, la France, parvient à placer trois clubs aux trois premières places. Il s'agit également de la première fois depuis la création de la Finale à quatre en 2010 qu'un même pays est représenté par trois clubs. Ainsi, le Montpellier Handball, pourtant issu des poules basses, remporte son deuxième titre dans la compétition après 2003 en battant en finale le Handball Club de Nantes dont il ne s'agit que de la deuxième participation à la compétition. Comme lors des précédentes finales à quatre, le favori, le Paris Saint-Germain n'est pas parvenu à remporter le titre et doit se contenter de la troisième place après sa victoire face au tenant du titre, le Vardar Skopje.

## Formule

### Participants
Un total de 43 clubs issus de 26 pays sont qualifiés ou ont fait une demande pour obtenir une invitation. Ainsi, conformément au coefficient EHF établi pour la saison 2017/2018, 24 équipes représentant 22 champions nationaux ainsi que les vices-champions d'Allemagne et de Hongrie sont qualifiés :
| Rang | Pays               | Équipe                 | Statut                                   | Répartition              |
| ---- | ------------------ | ---------------------- | ---------------------------------------- | ------------------------ |
| 1    | Allemagne          | Rhein-Neckar Löwen     | 1er du Championnat d'Allemagne           | Poule haute              |
| 1    | Allemagne          | SG Flensburg-Handewitt | 2e du Championnat d'Allemagne            | Poule haute              |
| 2    | Hongrie            | Veszprém KSE           | 1er du Championnat de Hongrie            | Poule haute              |
| 2    | Hongrie            | SC Pick Szeged         | 2e du Championnat de Hongrie             | Poule haute              |
| 3    | Espagne            | FC Barcelone           | 1er du Championnat d'Espagne             | Poule haute              |
| 4    | France             | Paris Saint-Germain    | 1er du Championnat de France             | Poule haute              |
| 5    | Pologne            | KS Kielce              | 1er du Championnat de Pologne            | Poule haute              |
| 6    | Danemark           | Aalborg Håndbold       | 1er du Championnat du Danemark           | Poule haute              |
| 7    | Slovénie           | RK Celje               | 1er du Championnat de Slovénie           | Poule haute              |
| 8    | Macédoine          | Vardar Skopje          | 1er du Championnat de Macédoine          | Poule haute              |
| 9    | Croatie            | RK Zagreb              | 1er du Championnat de Croatie            | Poule haute              |
| 10   | Portugal           | Sporting CP            | 1er du Championnat du Portugal           | Tournoi de qualification |
| 11   | Suède              | IFK Kristianstad       | 1er du Championnat de Suède              | Poule haute              |
| 12   | Roumanie           | Dinamo Bucarest        | 1er du Championnat de Roumanie           | Poule basse              |
| 13   | Suisse             | Kadetten Schaffhausen  | 1er du Championnat de Suisse             | Poule basse              |
| 14   | Ukraine            | HC Motor Zaporozhye    | 1er du Championnat d'Ukraine             | Poule basse              |
| 15   | Biélorussie        | HC Meshkov Brest       | 1er du Championnat de Biélorussie        | Poule haute              |
| 16   | Russie             | Medvedi Tchekhov       | 1er du Championnat de Russie             | Poule basse              |
| 17   | Norvège            | Elverum Handball       | 1er du Championnat de Norvège            | Poule basse              |
| 18   | Serbie             | RK Vojvodina Novi Sad  | 1er du Championnat de Serbie             | Non participant*         |
| 19   | République tchèque | Dukla Prague           | 1er du Championnat de République tchèque | Non participant*         |
| 20   | Slovaquie          | HT Tatran Prešov       | 1er du Championnat de Slovaquie          | Tournoi de qualification |
| 21   | Belgique           | Achilles Bocholt       | 1er du Championnat de Belgique           | Non participant*         |
| 22   | Finlande           | Riihimäen Cocks        | 1er du Championnat de Finlande           | Tournoi de qualification |
| 23   | Pays-Bas           | OCI Lions              | 1er du Championnat des Pays-Bas          | Non participant*         |
| 24   | Turquie            | Beşiktaş JK            | 1er du Championnat de Turquie            | Poule basse              |
| 25   | Autriche           | Alpla HC Hard          | 1er du Championnat d'Autriche            | Tournoi de qualification |
| 26   | Grèce              | DIKE.AS. Nea Ionia     | 1er du Championnat de Grèce              | Non participant*         |
| 27   | Islande            | Valur Reykjavik        | 1er du Championnat d'Islande             | Non participant*         |

*Les champions de Serbie (RK Vojvodina Novi Sad), de République tchèque (Dukla Prague), de Belgique (Achilles Bocholt), des Pays-Bas (OCI Lions), de Grèce (DIKE.AS. Nea Ionia) et d'Islande (Valur Reykjavik) ont abandonné leur place attribuée d'office.

### Équipes ayant sollicité une invitation
Parallèlement aux clubs directement qualifiés, les clubs qualifiés pour la Coupe de l'EHF ont la possibilité de déposer un dossier auprès de l'EHF pour obtenir une qualification sur invitation (Wild-Card). Ainsi, un total de 15 clubs issus de 10 pays et 4 clubs champion de leur pays mais n'ayant pas de place automatique ont fait une demande pour obtenir une invitation :
| Rang | Pays        | Équipe                | Statut                           | Répartition                           |
| ---- | ----------- | --------------------- | -------------------------------- | ------------------------------------- |
| 1    | Allemagne   | THW Kiel              | 3e du Championnat d'Allemagne    | Poule haute                           |
| 2    | Hongrie     | Tatabánya KC          | 3e du Championnat de Hongrie     | Non retenu, reversé en Coupe de l'EHF |
| 3    | Espagne     | CB Ademar León        | 2e du Championnat d'Espagne      | Poule basse                           |
| 3    | Espagne     | CB Ciudad de Logroño  | 3e du Championnat d'Espagne      | Non retenu, reversé en Coupe de l'EHF |
| 4    | France      | HBC Nantes            | 2e du Championnat de France      | Poule haute                           |
| 4    | France      | Montpellier Handball  | 3e du Championnat de France      | Poule basse                           |
| 5    | Pologne     | Wisła Płock           | 2e du Championnat de Pologne     | Poule haute                           |
| 6    | Danemark    | Skjern Håndbold       | 2e du Championnat du Danemark    | Poule basse                           |
| 6    | Danemark    | Bjerringbro-Silkeborg | 3e du Championnat du Danemark    | Non retenu, reversé en Coupe de l'EHF |
| 7    | Slovénie    | RK Gorenje Velenje    | 2e du Championnat de Slovénie    | Poule basse                           |
| 8    | Macédoine   | RK Metalurg Skopje    | 2e du Championnat de Macédoine   | Poule basse                           |
| 9    | Croatie     | RK Nexe               | 2e du Championnat de Croatie     | Non retenu, reversé en Coupe de l'EHF |
| 10   | Portugal    | FC Porto              | 2e du Championnat du Portugal    | Non retenu, reversé en Coupe de l'EHF |
| 12   | Roumanie    | CSM Bucarest          | 2e du Championnat de Roumanie    | Non retenu, reversé en Coupe de l'EHF |
| 15   | Biélorussie | SKA Minsk             | 2e du Championnat de Biélorussie | Non retenu, reversé en Coupe de l'EHF |
| 28   | Estonie     | Põlva Serviti         | 1er du Championnat d'Estonie     | Non retenu, reversé en Coupe de l'EHF |
| 30   | Luxembourg  | HB Esch               | 1er du Championnat du Luxembourg | Non retenu, reversé en Coupe de l'EHF |
| 31   | Israël      | Maccabi Rishon LeZion | 1er du Championnat d'Israël      | Non retenu, reversé en Coupe de l'EHF |
| 38   | Lituanie    | HC Klaipėda Dragūnas  | 1er du Championnat de Lituanie   | Non retenu, reversé en Coupe de l'EHF |

### Répartition des équipes
La répartition des équipes entre les poules hautes, les poules basses et les tournois de qualifications est dévoilée le 26 juin 2016. Elle est obtenue à partir d'un classement établi selon huit critères :
- qualité de la salle (capacité, qualité du terrain, commodités pour les supporters et les médias, loges VIP...) ;
- contrats de diffusion TV des pays concernés ;
- classement dans le championnat national ;
- spectateurs (nombre, ambiance...) ;
- performances dans les compétitions européennes sur les trois années précédentes ;
- respect du cahier des charges de l'EHF ;
- utilisation des réseaux sociaux.

### Calendrier
| Phase de qualification (2017) |         |                        |    |
| Tournoi de qualifications     | -       | 1 au 3 septembre       | 4  |
| Phase de groupes (2017-2018)  |         |                        |    |
| Poules basses                 | 30 juin | 13 septembre au 4 mars | 12 |
| Poules hautes                 | 30 juin | 13 septembre au 4 mars | 16 |
| Phase finale (2018)           |         |                        |    |
| Demi-finales de poules basses | -       | 21 fév.-4 mars         | 4  |
| Huitièmes de finale           | -       | 21 mars au 1er avril   | 12 |
| Quarts de finale              | -       | 18 au 29 avril         | 8  |
| Final Four                    | 2 mai   | 26 et 27 mai           | 4  |

## Tournoi de qualification
Dans ce tournoi de qualification, quatre équipes championnes de leur ligue respective tentent de gagner l'une des deux places qualificatives mises en jeu.
Le vainqueur de ce tournoi est qualifié en Poules basse (Groupe D). Les équipes classées 2e et 3e sont reversées au troisième tour de qualification de la Coupe de l'EHF et l’équipe classée 4e est reversée au deuxième tour de qualification de la Coupe de l'EHF.
Le tournoi s'est déroulé à Prešov en Slovaquie.
|  | Demi-finales     | Demi-finales  |                        |      | Finale      | Finale      |
|  | Demi-finales     | Demi-finales  |                        |      | Finale      | Finale      |
|  |                  |               |                        |      |             |             |
|  | 2 septembre      | 2 septembre   |                        |      | 3 septembre | 3 septembre |
|  | 2 septembre      | 2 septembre   |                        |      | 3 septembre | 3 septembre |
|  | Sporting CP      | 31            |                        |      | 3 septembre | 3 septembre |
|  | Sporting CP      | 31            |                        |      | 3 septembre | 3 septembre |
|  | Riihimäen Cocks  | 27            |                        |      | 3 septembre | 3 septembre |
|  | Riihimäen Cocks  | 27            | Sporting CP            | 35ap |             |             |
|  | 2 septembre      |               | Sporting CP            | 35ap |             |             |
|  |                  | Alpla HC Hard | 34                     |      |             |             |
|  | HT Tatran Prešov | Alpla HC Hard | 34                     | 25   |             |             |
|  | HT Tatran Prešov |               |                        | 25   |             |             |
|  | Alpla HC Hard    | 26            |                        |      |             |             |
|  | Alpla HC Hard    | 26            | Match pour la 3e place |      |             |             |
|  |                  |               |                        |      |             |             |
|  | 3 septembre      |               |                        |      |             |             |
|  |                  |               |                        |      |             |             |
|  | Riihimäen Cocks  | 27            |                        |      |             |             |
|  | Riihimäen Cocks  | 27            |                        |      |             |             |
|  | HT Tatran Prešov | 30            |                        |      |             |             |
|  | HT Tatran Prešov | 30            |                        |      |             |             |

| Pl. | Équipe           |
| --- | ---------------- |
| 1   | Sporting CP      |
| 2   | Alpla HC Hard    |
| 3   | HT Tatran Prešov |
| 4   | Riihimäen Cocks  |

| Pl. | Équipe           |
| --- | ---------------- |
| 1   | Sporting CP      |
| 2   | Alpla HC Hard    |
| 3   | HT Tatran Prešov |
| 4   | Riihimäen Cocks  |

## Phase de groupe

### Poules hautes
L'équipe terminant première sa poule est directement qualifiée pour les quarts de finale, les équipes classées de la 2e à la 6e place sont qualifiées pour les huitièmes de finale et les équipes classées aux 7e et 8e places sont éliminées. 

#### Groupe A
| \| \| Équipe \| Pts \| J \| G \| N \| P \| Bp \| Bc \| Diff \| Dép \| \| - \| ------------------ \| --- \| -- \| - \| - \| -- \| --- \| --- \| ---- \| --- \| \| 1 \| Vardar Skopje \| 21 \| 14 \| 9 \| 3 \| 2 \| 390 \| 341 \| 49 \| / \| \| 2 \| FC Barcelone \| 20 \| 14 \| 9 \| 2 \| 3 \| 408 \| 377 \| 31 \| +2 \| \| 3 \| HBC Nantes \| 20 \| 14 \| 9 \| 2 \| 3 \| 402 \| 382 \| 20 \| -2 \| \| 4 \| Rhein-Neckar Löwen \| 17 \| 14 \| 6 \| 5 \| 3 \| 416 \| 391 \| 25 \| / \| \| 5 \| SC Pick Szeged \| 13 \| 14 \| 6 \| 1 \| 7 \| 421 \| 411 \| 10 \| / \| \| 6 \| IFK Kristianstad \| 8 \| 14 \| 3 \| 2 \| 9 \| 355 \| 418 \| -63 \| / \| \| 7 \| Wisła Płock \| 7 \| 14 \| 2 \| 3 \| 9 \| 380 \| 408 \| -28 \| / \| \| 8 \| RK Zagreb \| 6 \| 14 \| 2 \| 2 \| 10 \| 349 \| 396 \| -47 \| / \| | Légende - Directement qualifié pour les quarts de finale - Qualifié pour les huitièmes de finale - Éliminé (7e et 8e place) - Source : Site de l'EHF - Remarque : Barcelone devance Nantes à la différence de buts particulière (56-54) |     |    |   |   |    |     |     |      |     |
| | Équipe | Pts | J  | G | N | P  | Bp  | Bc  | Diff | Dép |
| 1 | Vardar Skopje | 21  | 14 | 9 | 3 | 2  | 390 | 341 | 49   | /   |
| 2 | FC Barcelone | 20  | 14 | 9 | 2 | 3  | 408 | 377 | 31   | +2  |
| 3 | HBC Nantes | 20  | 14 | 9 | 2 | 3  | 402 | 382 | 20   | -2  |
| 4 | Rhein-Neckar Löwen | 17  | 14 | 6 | 5 | 3  | 416 | 391 | 25   | /   |
| 5 | SC Pick Szeged | 13  | 14 | 6 | 1 | 7  | 421 | 411 | 10   | /   |
| 6 | IFK Kristianstad | 8   | 14 | 3 | 2 | 9  | 355 | 418 | -63  | /   |
| 7 | Wisła Płock | 7   | 14 | 2 | 3 | 9  | 380 | 408 | -28  | /   |
| 8 | RK Zagreb | 6   | 14 | 2 | 2 | 10 | 349 | 396 | -47  | /   |

#### Groupe B
| \| \| Équipe \| Pts \| J \| G \| N \| P \| Bp \| Bc \| Diff \| Dép \| \| - \| ---------------------- \| --- \| -- \| -- \| - \| -- \| --- \| --- \| ---- \| --- \| \| 1 \| Paris Saint-Germain \| 23 \| 14 \| 11 \| 1 \| 2 \| 424 \| 378 \| 46 \| / \| \| 2 \| Veszprém KSE \| 18 \| 14 \| 8 \| 2 \| 4 \| 407 \| 378 \| 29 \| +1 \| \| 3 \| SG Flensburg-Handewitt \| 18 \| 14 \| 7 \| 4 \| 3 \| 410 \| 391 \| 19 \| -1 \| \| 4 \| THW Kiel \| 16 \| 14 \| 7 \| 2 \| 5 \| 366 \| 361 \| 5 \| / \| \| 5 \| KS Kielce \| 15 \| 14 \| 6 \| 3 \| 5 \| 418 \| 408 \| 10 \| / \| \| 6 \| HC Meshkov Brest \| 10 \| 14 \| 4 \| 2 \| 8 \| 374 \| 406 \| -32 \| / \| \| 7 \| RK Celje \| 7 \| 14 \| 3 \| 1 \| 10 \| 398 \| 434 \| -36 \| / \| \| 8 \| Aalborg Håndbold \| 5 \| 14 \| 2 \| 1 \| 11 \| 364 \| 405 \| -41 \| / \| | Légende - Directement qualifié pour les quarts de finale - Qualifié pour les huitièmes de finale - Éliminé (7e et 8e place) - Source : Site de l'EHF - Remarque : Veszprém devance Flensburg à la différence de buts particulière (59-58) |     |    |    |   |    |     |     |      |     |
| | Équipe | Pts | J  | G  | N | P  | Bp  | Bc  | Diff | Dép |
| 1 | Paris Saint-Germain | 23  | 14 | 11 | 1 | 2  | 424 | 378 | 46   | /   |
| 2 | Veszprém KSE | 18  | 14 | 8  | 2 | 4  | 407 | 378 | 29   | +1  |
| 3 | SG Flensburg-Handewitt | 18  | 14 | 7  | 4 | 3  | 410 | 391 | 19   | -1  |
| 4 | THW Kiel | 16  | 14 | 7  | 2 | 5  | 366 | 361 | 5    | /   |
| 5 | KS Kielce | 15  | 14 | 6  | 3 | 5  | 418 | 408 | 10   | /   |
| 6 | HC Meshkov Brest | 10  | 14 | 4  | 2 | 8  | 374 | 406 | -32  | /   |
| 7 | RK Celje | 7   | 14 | 3  | 1 | 10 | 398 | 434 | -36  | /   |
| 8 | Aalborg Håndbold | 5   | 14 | 2  | 1 | 11 | 364 | 405 | -41  | /   |

### Poules basses
Les deux premières équipes de chaque poule se qualifient pour des demi-finales de qualification en format croisé (premier contre deuxième de l'autre poule) à l'issue desquelles les vainqueurs sont qualifiés pour les huitièmes de finale. Les équipes classées de la 3e à la 6e place sont quant à elles éliminées.
Les premiers matchs auront lieu le 13 septembre 2017.

#### Groupe C
| \| \| Équipe \| Pts \| J \| G \| N \| P \| Bp \| Bc \| Diff \| Dép \| \| - \| --------------------- \| --- \| -- \| - \| - \| - \| --- \| --- \| ---- \| --- \| \| 1 \| Skjern Håndbold \| 16 \| 10 \| 8 \| 0 \| 2 \| 326 \| 252 \| 74 \| — \| \| 2 \| CB Ademar León \| 12 \| 10 \| 6 \| 0 \| 4 \| 270 \| 270 \| 0 \| +3 \| \| 3 \| Gorenje Velenje \| 12 \| 10 \| 6 \| 0 \| 4 \| 271 \| 271 \| 0 \| -3 \| \| 4 \| Elverum Håndball \| 10 \| 10 \| 5 \| 0 \| 5 \| 287 \| 304 \| -17 \| — \| \| 5 \| Kadetten Schaffhausen \| 8 \| 10 \| 4 \| 0 \| 6 \| 263 \| 274 \| -11 \| — \| \| 6 \| Dinamo Bucarest \| 2 \| 10 \| 1 \| 0 \| 9 \| 278 \| 324 \| -46 \| — \| | - Qualifié pour les demi-finales de qualification - Éliminé (3e à la 6e place) Source : Site de l'EHF |     |    |   |   |   |     |     |      |     |
| | Équipe                                                                                                | Pts | J  | G | N | P | Bp  | Bc  | Diff | Dép |
| 1 | Skjern Håndbold                                                                                       | 16  | 10 | 8 | 0 | 2 | 326 | 252 | 74   | —   |
| 2 | CB Ademar León                                                                                        | 12  | 10 | 6 | 0 | 4 | 270 | 270 | 0    | +3  |
| 3 | Gorenje Velenje                                                                                       | 12  | 10 | 6 | 0 | 4 | 271 | 271 | 0    | -3  |
| 4 | Elverum Håndball                                                                                      | 10  | 10 | 5 | 0 | 5 | 287 | 304 | -17  | —   |
| 5 | Kadetten Schaffhausen                                                                                 | 8   | 10 | 4 | 0 | 6 | 263 | 274 | -11  | —   |
| 6 | Dinamo Bucarest                                                                                       | 2   | 10 | 1 | 0 | 9 | 278 | 324 | -46  | —   |

#### Groupe D
| \| \| Équipe \| Pts \| J \| G \| N \| P \| Bp \| Bc \| Diff \| Dép \| \| - \| -------------------- \| --- \| -- \| - \| - \| - \| --- \| --- \| ---- \| --- \| \| 1 \| Montpellier Handball \| 16 \| 10 \| 8 \| 0 \| 2 \| 309 \| 267 \| 42 \| — \| \| 2 \| HC Motor Zaporijia \| 15 \| 10 \| 6 \| 3 \| 1 \| 294 \| 263 \| 31 \| — \| \| 3 \| Beşiktaş JK \| 11 \| 10 \| 5 \| 1 \| 4 \| 293 \| 296 \| -3 \| — \| \| 4 \| Sporting CP \| 8 \| 10 \| 4 \| 0 \| 7 \| 293 \| 297 \| -4 \| — \| \| 5 \| RK Metalurg Skopje \| 5 \| 10 \| 2 \| 1 \| 7 \| 262 \| 293 \| -31 \| +2 \| \| 6 \| Medvedi Tchekhov \| 5 \| 10 \| 2 \| 1 \| 7 \| 271 \| 306 \| -35 \| -2 \| | - Qualifié pour les demi-finales de qualification - Éliminé (3e à la 6e place) Source : Site de l'EHF |     |    |   |   |   |     |     |      |     |
| | Équipe                                                                                                | Pts | J  | G | N | P | Bp  | Bc  | Diff | Dép |
| 1 | Montpellier Handball                                                                                  | 16  | 10 | 8 | 0 | 2 | 309 | 267 | 42   | —   |
| 2 | HC Motor Zaporijia                                                                                    | 15  | 10 | 6 | 3 | 1 | 294 | 263 | 31   | —   |
| 3 | Beşiktaş JK                                                                                           | 11  | 10 | 5 | 1 | 4 | 293 | 296 | -3   | —   |
| 4 | Sporting CP                                                                                           | 8   | 10 | 4 | 0 | 7 | 293 | 297 | -4   | —   |
| 5 | RK Metalurg Skopje                                                                                    | 5   | 10 | 2 | 1 | 7 | 262 | 293 | -31  | +2  |
| 6 | Medvedi Tchekhov                                                                                      | 5   | 10 | 2 | 1 | 7 | 271 | 306 | -35  | -2  |

#### Demi-finales de qualification
Le vainqueur de chacune des deux demi-finales de qualification obtient sa qualification pour les huitièmes de finale. Les matchs se déroulent le 24 février 2018 (aller) et le 4 mars 2018 (retour) :
| Match | Club               | Aller           | Aller   | Score total | Retour  | Retour      | Club                 |
| Match | Club               | Date            | Score   | Score total | Score   | Date        | Club                 |
| ----- | ------------------ | --------------- | ------- | ----------- | ------- | ----------- | -------------------- |
| K1    | CB Ademar León     | 24 février 2018 | 24 – 28 | 43 – 48     | 19 – 20 | 4 mars 2018 | Montpellier Handball |
| K2    | HC Motor Zaporijia | 24 février 2018 | 32 – 30 | 58 – 63     | 26 – 33 | 4 mars 2018 | Skjern Håndbold      |

## Phase finale
Douze équipes, dix issues des poules hautes et deux issues demi-finales de qualification des poules basses, jouent des matchs à élimination directe en matchs aller et retour. Les 6 équipes victorieuses rejoignent en quarts de finale les deux équipes ayant terminé premières des poules hautes. Concernant la Finale à quatre, un tirage au sort détermine les équipes qui s'affrontent en demi-finales.
|  | Huitièmes de finale | Huitièmes de finale    | Huitièmes de finale | Huitièmes de finale  |    |                        | Quarts de finale | Quarts de finale | Quarts de finale | Quarts de finale |                 |                     | Demi-finales (tirage au sort) | Demi-finales (tirage au sort) | Demi-finales (tirage au sort) | Demi-finales (tirage au sort) |  |  | Finale | Finale | Finale | Finale |
|  |                     |                        |                     |                      |    |                        |                  |                  |                  |                  |                 |                     |                               |                               |                               |                               |  |  |        |        |        |        |
|  |                     |                        |                     |                      |    |                        |                  |                  |                  |                  |                 |                     |                               |                               |                               |                               |  |  |        |        |        |        |
|  | B6                  | HC Meshkov Brest       | 24                  | 28                   |    |                        |                  |                  |                  |                  |                 |                     |                               |                               |                               |                               |  |  |        |        |        |        |
|  | B6                  | HC Meshkov Brest       | 24                  | 28                   |    |                        |                  |                  |                  |                  |                 |                     |                               |                               |                               |                               |  |  |        |        |        |        |
|  | A3                  | HBC Nantes             | 32                  | 28                   |    |                        |                  |                  |                  |                  |                 |                     |                               |                               |                               |                               |  |  |        |        |        |        |
|  | A3                  | HBC Nantes             | 32                  | 28                   | A3 | HBC Nantes             | 33               | 27               |                  |                  |                 |                     |                               |                               |                               |                               |  |  |        |        |        |        |
|  |                     |                        |                     |                      | A3 | HBC Nantes             | 33               | 27               |                  |                  |                 |                     |                               |                               |                               |                               |  |  |        |        |        |        |
|  |                     |                        | K2                  | Skjern Håndbold      | 27 | 27                     |                  |                  |                  |                  |                 |                     |                               |                               |                               |                               |  |  |        |        |        |        |
|  | K2                  | Skjern Håndbold        | K2                  | Skjern Håndbold      | 27 | 27                     | 32               | 29               |                  |                  |                 |                     |                               |                               |                               |                               |  |  |        |        |        |        |
|  | K2                  | Skjern Håndbold        |                     |                      |    |                        |                  | 29               |                  |                  |                 |                     |                               |                               |                               |                               |  |  |        |        |        |        |
|  | B2                  | Veszprém KSE           | 25                  | 34                   |    |                        |                  |                  |                  |                  |                 |                     |                               |                               |                               |                               |  |  |        |        |        |        |
|  | B2                  | Veszprém KSE           | 25                  | 34                   | A3 | HBC Nantes             | 32               | 32               |                  |                  |                 |                     |                               |                               |                               |                               |  |  |        |        |        |        |
|  |                     |                        |                     |                      | A3 | HBC Nantes             | 32               | 32               |                  |                  |                 |                     |                               |                               |                               |                               |  |  |        |        |        |        |
|  |                     |                        | B1                  | Paris Saint-Germain  | 28 | 28                     |                  |                  |                  |                  |                 |                     |                               |                               |                               |                               |  |  |        |        |        |        |
|  | B5                  | KS Kielce              | B1                  | Paris Saint-Germain  | 28 | 28                     | 41               | 36               |                  |                  |                 |                     |                               |                               |                               |                               |  |  |        |        |        |        |
|  | B5                  | KS Kielce              |                     |                      |    |                        |                  | 36               |                  |                  |                 |                     |                               |                               |                               |                               |  |  |        |        |        |        |
|  | A4                  | Rhein-Neckar Löwen     | 17                  | 30                   |    |                        |                  |                  |                  |                  |                 |                     |                               |                               |                               |                               |  |  |        |        |        |        |
|  | A4                  | Rhein-Neckar Löwen     | 17                  | 30                   | B5 | KS Kielce              | 28               | 32               |                  |                  |                 |                     |                               |                               |                               |                               |  |  |        |        |        |        |
|  |                     |                        |                     |                      | B5 | KS Kielce              | 28               | 32               |                  |                  |                 |                     |                               |                               |                               |                               |  |  |        |        |        |        |
|  |                     |                        | B1                  | Paris Saint-Germain  | 34 | 35                     |                  |                  |                  |                  |                 |                     |                               |                               |                               |                               |  |  |        |        |        |        |
|  |                     |                        |                     |                      | 34 | 35                     |                  |                  |                  |                  |                 |                     |                               |                               |                               |                               |  |  |        |        |        |        |
|  |                     |                        |                     |                      |    |                        |                  |                  |                  |                  |                 |                     |                               |                               |                               |                               |  |  |        |        |        |        |
|  |                     |                        |                     |                      |    |                        |                  |                  |                  |                  |                 |                     |                               |                               |                               |                               |  |  |        |        |        |        |
|  | A3                  | HBC Nantes             | 27                  | 27                   |    |                        |                  |                  |                  |                  |                 |                     |                               |                               |                               |                               |  |  |        |        |        |        |
|  | A3                  | HBC Nantes             | 27                  | 27                   |    |                        |                  |                  |                  |                  |                 |                     |                               |                               |                               |                               |  |  |        |        |        |        |
|  |                     |                        | K1                  | Montpellier Handball | 32 | 32                     |                  |                  |                  |                  |                 |                     |                               |                               |                               |                               |  |  |        |        |        |        |
|  | B4                  | THW Kiel               | K1                  | Montpellier Handball | 32 | 32                     | 29               | 27               |                  |                  |                 |                     |                               |                               |                               |                               |  |  |        |        |        |        |
|  | B4                  | THW Kiel               |                     |                      |    |                        |                  | 27               |                  |                  |                 |                     |                               |                               |                               |                               |  |  |        |        |        |        |
|  | A5                  | SC Pick Szeged         | 22                  | 28                   |    |                        |                  |                  |                  |                  |                 |                     |                               |                               |                               |                               |  |  |        |        |        |        |
|  | A5                  | SC Pick Szeged         | 22                  | 28                   | B4 | THW Kiel               | 28               | 28               |                  |                  |                 |                     |                               |                               |                               |                               |  |  |        |        |        |        |
|  |                     |                        |                     |                      | B4 | THW Kiel               | 28               | 28               |                  |                  |                 |                     |                               |                               |                               |                               |  |  |        |        |        |        |
|  |                     |                        | A1                  | Vardar Skopje        | 29 | 27                     |                  |                  |                  |                  |                 |                     |                               |                               |                               |                               |  |  |        |        |        |        |
|  |                     |                        |                     |                      | 29 | 27                     |                  |                  |                  |                  |                 |                     |                               |                               |                               |                               |  |  |        |        |        |        |
|  |                     |                        |                     |                      |    |                        |                  |                  |                  |                  |                 |                     |                               |                               |                               |                               |  |  |        |        |        |        |
|  |                     |                        |                     |                      |    |                        |                  |                  |                  |                  |                 |                     |                               |                               |                               |                               |  |  |        |        |        |        |
|  | A1                  | Vardar Skopje          | 27                  | 27                   |    |                        |                  |                  |                  |                  |                 |                     |                               |                               |                               |                               |  |  |        |        |        |        |
|  | A1                  | Vardar Skopje          | 27                  | 27                   |    |                        |                  |                  |                  |                  |                 |                     |                               |                               |                               |                               |  |  |        |        |        |        |
|  |                     |                        | K1                  | Montpellier Handball | 28 | 28                     |                  |                  |                  |                  |                 |                     |                               |                               |                               |                               |  |  |        |        |        |        |
|  | A6                  | IFK Kristianstad       | K1                  | Montpellier Handball | 28 | 28                     | 22               | 24               |                  |                  |                 |                     |                               |                               |                               |                               |  |  |        |        |        |        |
|  | A6                  | IFK Kristianstad       |                     |                      |    |                        |                  | 24               |                  |                  |                 |                     |                               |                               |                               |                               |  |  |        |        |        |        |
|  | B3                  | SG Flensburg-Handewitt | 26                  | 27                   |    |                        |                  |                  |                  |                  |                 |                     |                               |                               |                               |                               |  |  |        |        |        |        |
|  | B3                  | SG Flensburg-Handewitt | 26                  | 27                   | B3 | SG Flensburg-Handewitt | 28               | 17               | Troisième place  | Troisième place  | Troisième place | Troisième place     |                               |                               |                               |                               |  |  |        |        |        |        |
|  |                     |                        |                     |                      | B3 | SG Flensburg-Handewitt | 28               | 17               | Troisième place  | Troisième place  | Troisième place | Troisième place     |                               |                               |                               |                               |  |  |        |        |        |        |
|  |                     |                        | K1                  | Montpellier Handball | 28 | 29                     |                  |                  |                  |                  |                 |                     |                               |                               |                               |                               |  |  |        |        |        |        |
|  | K1                  | Montpellier Handball   | K1                  | Montpellier Handball | 28 | 29                     | 28               | 28               |                  |                  |                 |                     |                               |                               |                               |                               |  |  |        |        |        |        |
|  | K1                  | Montpellier Handball   |                     |                      |    |                        |                  | 28               |                  |                  | B1              | Paris Saint-Germain | 29                            | 29                            |                               |                               |  |  |        |        |        |        |
|  | A2                  | FC Barcelone           | 25                  | 30                   |    |                        |                  |                  |                  |                  | B1              | Paris Saint-Germain | 29                            | 29                            |                               |                               |  |  |        |        |        |        |
|  | A2                  | FC Barcelone           | 25                  | 30                   | A1 | Vardar Skopje          | 28               | 28               |                  |                  |                 |                     |                               |                               |                               |                               |  |  |        |        |        |        |
|  |                     |                        |                     |                      |    |                        |                  |                  |                  |                  |                 |                     |                               |                               |                               |                               |  |  |        |        |        |        |

### Huitièmes de finale
Les huitièmes de finale se déroulent entre le 18 et 25 mars (aller) et entre le 28 mars et le 1er avril (retour).
| Équipe               | Aller   | Total   | Retour  | Équipe                  |
| -------------------- | ------- | ------- | ------- | ----------------------- |
| THW Kiel             | 29 – 22 | 56 – 50 | 27 – 28 | SC Pick Szeged          |
| KS Kielce            | 41 – 17 | 77 – 47 | 36 – 30 | Rhein-Neckar Löwen      |
| IFK Kristianstad     | 22 – 26 | 46 – 53 | 24 – 27 | SG Flensburg-Handewitt  |
| Montpellier Handball | 28 – 25 | 56 – 55 | 28 – 30 | FC Barcelone            |
| HC Meshkov Brest     | 24 – 32 | 52 – 60 | 28 – 28 | Handball Club de Nantes |
| Skjern Håndbold      | 32 – 25 | 61 – 59 | 29 – 34 | Veszprém KSE            |

Remarque
Les huitièmes de finale aller doivent se dérouler entre le 21 et 25 mars, le club recevant choisissant la date et l'heure du match en fonction notamment de ses contraintes sportives et des droits de diffusion locaux. Or, au cours de ce même week-end, Kiel doit affronter Rhein-Neckar Löwen en championnat d'Allemagne : dans le cadre de son accord avec la Sky, détentrice des droits de diffusion du championnat, l'ARD, première chaîne d'Allemagne, impose que le match soit joué le 24 mars à 16 h du fait qu'elle n'a pas de match de football en Allemagne à diffuser ce jour-là lors de son émission sportive hebdomadaire,,. Les adversaires de Kiel et des Löwen, respectivement le SC Pick Szeged et le KS Kielce, ayant choisi cette même date pour jouer leur match de Ligue des champions et les différentes parties (clubs recevants, diffuseurs TV, fédérations allemande et européenne) se montrant peu conciliants, les deux clubs allemands se retrouvent à devoir disputer deux matchs le même jour :
- le THW Kiel a accepté la proposition de l'EHF d'échanger la réception du match retour avec celle du match aller, perdant ainsi le bénéfice (supposé) du match retour à domicile que son classement (4e de la poule B) lui avait octroyé : ainsi Kiel – Szeged est disputé le mercredi 21 mars et Szeged – Kiel le dimanche 1er avril.
- en revanche, les Rhein-Neckar Löwen ont refusé cette même proposition de l'EHF et ont décidé d'aligner leur équipe réserve face à Kielce. En conséquence, la très lourde défaite 41 à 17 en Pologne annihile tout espoir de qualification en quart de finale[8].

### Quarts de finale
Les quarts de finale se déroulent entre les 18 et 22 avril (aller) et entre les 28 et 29 avril (retour).
| Équipe                 | Aller   | Total   | Retour  | Équipe               |
| ---------------------- | ------- | ------- | ------- | -------------------- |
| THW Kiel               | 28 – 29 | 56 – 56 | 28 – 27 | Vardar Skopje        |
| KS Kielce              | 28 – 34 | 60 – 69 | 32 – 35 | Paris Saint-Germain  |
| SG Flensburg-Handewitt | 28 – 28 | 45 – 57 | 17 – 29 | Montpellier Handball |
| HBC Nantes             | 33 – 27 | 60 – 54 | 27 – 27 | Skjern Håndbold      |

### Finale à quatre
La Finale à quatre (ou en anglais : Final Four) a lieu les 26 et 27 mai 2018 dans la Lanxess Arena de Cologne en Allemagne. 
|  | Demi-finales         | Demi-finales         |                        |    | Finale             | Finale             |
|  | Demi-finales         | Demi-finales         |                        |    | Finale             | Finale             |
|  |                      |                      |                        |    |                    |                    |
|  | 26 mai 2018, 15h15   | 26 mai 2018, 15h15   |                        |    | 27 mai 2018, 18h00 | 27 mai 2018, 18h00 |
|  | 26 mai 2018, 15h15   | 26 mai 2018, 15h15   |                        |    | 27 mai 2018, 18h00 | 27 mai 2018, 18h00 |
|  | HBC Nantes           | 32                   |                        |    | 27 mai 2018, 18h00 | 27 mai 2018, 18h00 |
|  | HBC Nantes           | 32                   |                        |    | 27 mai 2018, 18h00 | 27 mai 2018, 18h00 |
|  | Paris Saint-Germain  | 28                   |                        |    | 27 mai 2018, 18h00 | 27 mai 2018, 18h00 |
|  | Paris Saint-Germain  | 28                   | HBC Nantes             | 27 |                    |                    |
|  | 26 mai 2018, 18h00   |                      | HBC Nantes             | 27 |                    |                    |
|  |                      | Montpellier Handball | 32                     |    |                    |                    |
|  | Vardar Skopje        | Montpellier Handball | 32                     | 27 |                    |                    |
|  | Vardar Skopje        |                      |                        | 27 |                    |                    |
|  | Montpellier Handball | 28                   |                        |    |                    |                    |
|  | Montpellier Handball | 28                   | Match pour la 3e place |    |                    |                    |
|  |                      |                      |                        |    |                    |                    |
|  | 27 mai 2018, 15h15   |                      |                        |    |                    |                    |
|  |                      |                      |                        |    |                    |                    |
|  | Paris Saint-Germain  | 29                   |                        |    |                    |                    |
|  | Paris Saint-Germain  | 29                   |                        |    |                    |                    |
|  | Vardar Skopje        | 28                   |                        |    |                    |                    |
|  | Vardar Skopje        | 28                   |                        |    |                    |                    |

## Les champions d'Europe
| Champion d'Europe - Ligue des champions 2017-2018 Montpellier Handball 2e titre |

L'effectif du Montpellier Handball était :
- Vincent Gérard
- Nikola Portner
- Théophile Caussé
- Aymen Toumi
- Michaël Guigou
- Arnaud Bingo
- Jonas Truchanovičius
- Mathieu Grébille
- Melvyn Richardson
- Vid Kavtičnik
- Baptiste Bonnefond
- Valentin Porte
- Mohamed Soussi
- Diego Simonet
- Kyllian Villeminot
- Jean-Loup Faustin
- Ludovic Fabregas
- Benjamin Afgour
- Mohamed Mamdouh

Entraîneur
- Patrice Canayer

## Statistiques et récompenses

### Équipe-type
| · Šterbik · Gensheimer · Myrhol · Balaguer · Sagosen · N. Karabatic · Mem Meilleur défenseur : L. Karabatic Meilleur espoir : Lagarde Meilleur entraîneur : Canayer Meilleur buteur : Gensheimer |

L'équipe-type de la compétition, désignée à la veille de la Finale à quatre, est :
| Poste                | Joueur           | Club                 |
| -------------------- | ---------------- | -------------------- |
| Gardien de but       | Arpad Šterbik    | RK Vardar Skopje     |
| Ailier gauche        | Uwe Gensheimer   | Paris Saint-Germain  |
| Arrière gauche       | Sander Sagosen   | Paris Saint-Germain  |
| Demi-centre          | Nikola Karabatic | Paris Saint-Germain  |
| Pivot                | Bjarte Myrhol    | Skjern Håndbold      |
| Arrière droit        | Dika Mem         | FC Barcelone         |
| Ailier droit         | David Balaguer   | HBC Nantes           |
| Défenseur            | Luka Karabatic   | Paris Saint-Germain  |
| Espoir               | Romain Lagarde   | HBC Nantes           |
| Entraîneur           | Patrice Canayer  | Montpellier Handball |
| MVP de la Finale à 4 | Diego Simonet    | Montpellier Handball |

### Joueur du mois
Chaque mois, un collège de journalistes internationaux élit les meilleurs joueurs du mois (en) :
| Mois          | Joueur n°1                           | Joueur n°2                                  | Joueur n°3                               | Joueur n°4                      | Joueur n°5                            |
| ------------- | ------------------------------------ | ------------------------------------------- | ---------------------------------------- | ------------------------------- | ------------------------------------- |
| Septembre     | Máté Lékai (Veszprém KSE)            | Rasmus Lauge (Flensburg)                    | Mattias Andersson (Flensburg)            | Žiga Mlakar (RK Celje)          | Sander Sagosen (Paris SG)             |
| Octobre       | Arpad Šterbik (Vardar Skopje)        | Andy Schmid (RN Löwen)                      | Sander Sagosen (Paris SG)                | Vuko Borozan (Vardar Skopje)    | Momir Ilić (Veszprém KSE)             |
| Nov./Décembre | Arpad Šterbik (Vardar Skopje)        | David Balaguer (HBC Nantes)                 | Uwe Gensheimer (Paris SG)                | Thierry Omeyer (Paris SG)       | Vuko Borozan (Vardar Skopje)          |
| Février       | Andy Schmid (Rhein-Neckar Löwen)     | Raúl Entrerríos (FC Barcelone)              | Melvyn Richardson (Montpellier Handball) | Matthias Musche (SC Magdebourg) | Dika Mem (FC Barcelone)               |
| Mars          | Tibor Ivanišević (Skjern Håndbold)   | Melvyn Richardson (Montpellier Handball)    | Cyril Dumoulin (HBC Nantes)              | Marko Vujin (THW Kiel)          | Niklas Landin Jacobsen (THW Kiel)     |
| Avril         | Nedim Remili (Paris Saint-Germain)   | Jonas Truchanovičius (Montpellier Handball) | Nicolas Tournat (HBC Nantes)             | Dominik Klein (HBC Nantes)      | Alex Dujshebaev (KS Kielce)           |
| Mai           | Diego Simonet (Montpellier Handball) | Kiril Lazarov (HBC Nantes)                  | Cyril Dumoulin (HBC Nantes)              | Nicolas Tournat (HBC Nantes)    | Vincent Gérard (Montpellier Handball) |

### Statistiques
À l'issue de la compétition, les meilleurs buteurs, hors tours de qualification, sont :
| Rang | Joueur           | Club                | Buts | MJ | Moy. |
| ---- | ---------------- | ------------------- | ---- | -- | ---- |
| 1    | Uwe Gensheimer   | Paris Saint-Germain | 92   | 16 | 5,75 |
| 2    | Markus Olsson    | Skjern Håndbold     | 88   | 16 | 5,5  |
| 3    | Andy Schmid      | Rhein-Neckar Löwen  | 83   | 15 | 5,5  |
| 4    | Nedim Remili     | Paris Saint-Germain | 80   | 18 | 4,4  |
| 5    | Alex Dujshebaev  | KS Kielce           | 79   | 18 | 4,4  |
| 6    | Nicolas Tournat  | HBC Nantes          | 76   | 19 | 4    |
| 7    | Eduardo Gurbindo | HBC Nantes          | 75   | 18 | 4,1  |
| 8    | Máté Lékai       | Veszprém KSE        | 75   | 16 | 4,7  |
| 9    | Bjarte Myrhol    | Skjern Håndbold     | 74   | 17 | 4,4  |
| 10   | Michał Jurecki   | KS Kielce           | 74   | 17 | 4,4  |